# 증권시장선
증권시장선(證券市場線, security market line, SML)은 개별자산 또는 포트폴리오의 기대수익률을 도출해내는 모형으로, 체계적 위험의 지표인 베타에 비례하는 위험프리미엄을 측정하여 기대수익률을 이끌어 낸다.
{\displaystyle \mathrm {SML} :E(R_{i})=R_{f}+\beta _{im}(E(R_{m})-R_{f})\,}
베타가 1일 때 기대수익률은 시장기대수익률과 동일하고, 베타가 0일 때 기대수익률은 무위험수익률과 동일하다. SML은 CML과 달리 위험프리미엄의 보상기준이 되는 위험이 총위험이 아닌 체계적위험이며, 따라서 효율적포트폴리오뿐만이 아닌 개별주식과 비효율적포트폴리오의 기대수익률도 측정가능하다는 차이가 있다.

## 같이 보기
- 현대 포트폴리오 이론